# Pseudorabdion oxycephalum
Pseudorabdion oxycephalum är en ormart som beskrevs av Günther 1858. Pseudorabdion oxycephalum ingår i släktet Pseudorabdion och familjen snokar. IUCN kategoriserar arten globalt som livskraftig. Inga underarter finns listade i Catalogue of Life.
Arten förekommer i Filippinerna. Den lever vanligen i skogar med den besöker även andra landskap.